# حمام افراکتی
حمام افراکتی مربوط به دوره قاجار است و در شهرستان قائم شهر، بخش مرکزی، روستای افراکتی واقع شده و این اثر در تاریخ ۱۰ خرداد ۱۳۸۲ با شمارهٔ ثبت ۸۸۰۲ به‌عنوان یکی از آثار ملی ایران به ثبت رسیده است.